# Corynoneura celeripes
Corynoneura celeripes är en tvåvingeart som beskrevs av Johannes Winnertz 1852. Corynoneura celeripes ingår i släktet Corynoneura och familjen fjädermyggor. Arten är reproducerande i Sverige. Inga underarter finns listade i Catalogue of Life.